# 塔爾河 (吉爾吉斯斯坦)
40°38′43″N 73°25′29″E / 40.6453°N 73.4246°E
塔爾河是吉爾吉斯斯坦的河流，位於該國南部奧什州，流經卡拉庫勒賈區，河道全長192公里，流域面積4,420平方公里，發源自阿賴山脈北坡。